# Гармоні (Міннесота)
Гармоні (англ. Harmony) — місто (англ. city) в США, в окрузі Філлмор штату Міннесота. Населення — 1043 особи (2020).

## Географія
Гармоні розташоване за координатами 43°33′14″ пн. ш. 92°0′27″ зх. д. / 43.55389° пн. ш. 92.00750° зх. д. (43.553936, -92.007584).  За даними Бюро перепису населення США в 2010 році місто мало площу 2,92 км², уся площа — суходіл.

## Демографія
Згідно з переписом 2010 року, у місті мешкало 1020 осіб у 479 домогосподарствах у складі 273 родин. Густота населення становила 349 осіб/км².  Було 541 помешкання (185/км²).
Расовий склад населення:
| - 98,1 % — білих - 0,3 % — чорних або афроамериканців - 0,2 % — корінних американців - 0,2 % — азіатів |

До двох чи більше рас належало 1,2 %. Частка іспаномовних становила 1,0 % від усіх жителів.
За віковим діапазоном населення розподілялося таким чином: 17,4 % — особи молодші 18 років, 49,4 % — особи у віці 18—64 років, 33,2 % — особи у віці 65 років та старші. Медіана віку мешканця становила 53,3 року. На 100 осіб жіночої статі у місті припадало 92,1 чоловіків;  на 100 жінок у віці від 18 років та старших — 83,7 чоловіків також старших 18 років.
Середній дохід на одне домашнє господарство  становив 44 482 долари США (медіана — 30 855), а середній дохід на одну сім'ю — 56 190 доларів (медіана — 46 250). Медіана доходів становила 38 125 доларів для чоловіків та 31 058 доларів для жінок. За межею бідності перебувало 14,7 % осіб, у тому числі 17,9 % дітей у віці до 18 років та 23,6 % осіб у віці 65 років та старших.
Цивільне працевлаштоване населення становило 459 осіб. Основні галузі зайнятості: освіта, охорона здоров'я та соціальна допомога — 28,3 %, виробництво — 12,0 %, роздрібна торгівля — 10,5 %.